# Centrul de pregătire al selecționatelor Moldovei
Centrul de pregătire al selecționatelor Moldovei (CPSM) este un complex sportiv din Vadul lui Vodă, Republica Moldova, destinat pregătirii selecționatelor naționale de fotbal ale Moldovei. Deschiderea solemnă a bazei a avut loc în august 2002, în prezența președintelui FIFA, Sepp Blatter.
Centrul se află la doar 26 km de la sediul Federației Moldovenești de Fotbal, se întinde pe o suprafață de 6 hectare, și încorporează toate elementele unei infrastructuri moderne, necesară procesului de instruire și antrenament, de reabilitare medicală și odihnă a fotbaliștilor.
El cuprinde:
- 2 terenuri cu gazon natural de 104x68m, dotate cu sisteme de stropire,
- un câmp de mărime standard cu gazon artificial de generația a 4-a,
- 2 vestiare pentru echipe
- tribună dublă pentru 1220 de spectatori
- un hotel cu 40 de camere (76 locuri)
- un restaurant
- un bloc destinat studiilor cu două săli
- o sală de conferințe pentru 50 de persoane
- un centru de medicină cu cabinet fizioterapeutic
- sală pentru fitness
- saună
- piscină

Baza se folosește pentru antrenamentul și odihna fotbaliștilor din loturile naționale, ca centru de instruire a antrenorilor, pentru desfășurarea seminarelor destinate arbitrilor, adunărilor medicilor sportivi și administratorilor cluburilor de fotbal, pentru meciuri din cadrul campionatului național și meciuri amicale.